# Leioproctus inconspicuus
Leioproctus inconspicuus är en biart som beskrevs av Michener 1989. Leioproctus inconspicuus ingår i släktet Leioproctus och familjen korttungebin. Inga underarter finns listade i Catalogue of Life.